# Ginés García Millán
Ginés García Millán (Puerto Lumbreras, Múrcia, 10 de setembre de 1964) és un actor espanyol que ha combinat el teatre, el cinema i la televisió.

## Biografia
Ginés García Millán va passar la seva infància i adolescència a l'hotel que dirigien els seus pares en la seva localitat natal anomenat Hotel Salas.
També, abans de centrar-se en la interpretació, va jugar com a porter en les categories juvenils del Múrcia i va arribar a ser un notable porter del Valladolid Juvenil i del Promesas. Després de la seva carrera com a futbolista, es va traslladar a Madrid a aprendre l'ofici d'actor, la seva veritable vocació, a l'Escola d'Art Dramàtic de Madrid. No va trigar a destacar entre els integrants de la seva promoció i, per això, una vegada finalitzat el seu treball a l'escola, Miguel Narros, un dels seus professors, li va brindar l'oportunitat de debutar al Teatro Español. Amb aquest pas es va iniciar la seva gran carrera teatral.
En 1996 va realitzar el seu primer paper en la pantalla gran amb Tabarka, i malgrat les seves actuacions al cinema en pel·lícules com Mensaka, El año del diluvio, Pasos o 23-F, ha collit els seus majors èxits, sobretot, en la televisió. El seu treball en aquest mitjà va començar a principis dels 90 i ha participat en sèries com Todos los hombres sois iguales, Matrimonio con hijos, Herederos, Amar en tiempos revueltos o Adolfo Suárez.
Més recents són els seus papers en la sèrie de TVE Isabel, en la qual realitza el paper del vilà Pacheco, la seva participació en la sèrie d'Antena 3, Velvet o el seu paper a la pel·lícula Felices 140.
Fruit del seu primer matrimoni, té dos fills, María i Alberto. Actualment surt amb una productora de l'empresa Diagonal, Montse.

## Televisió

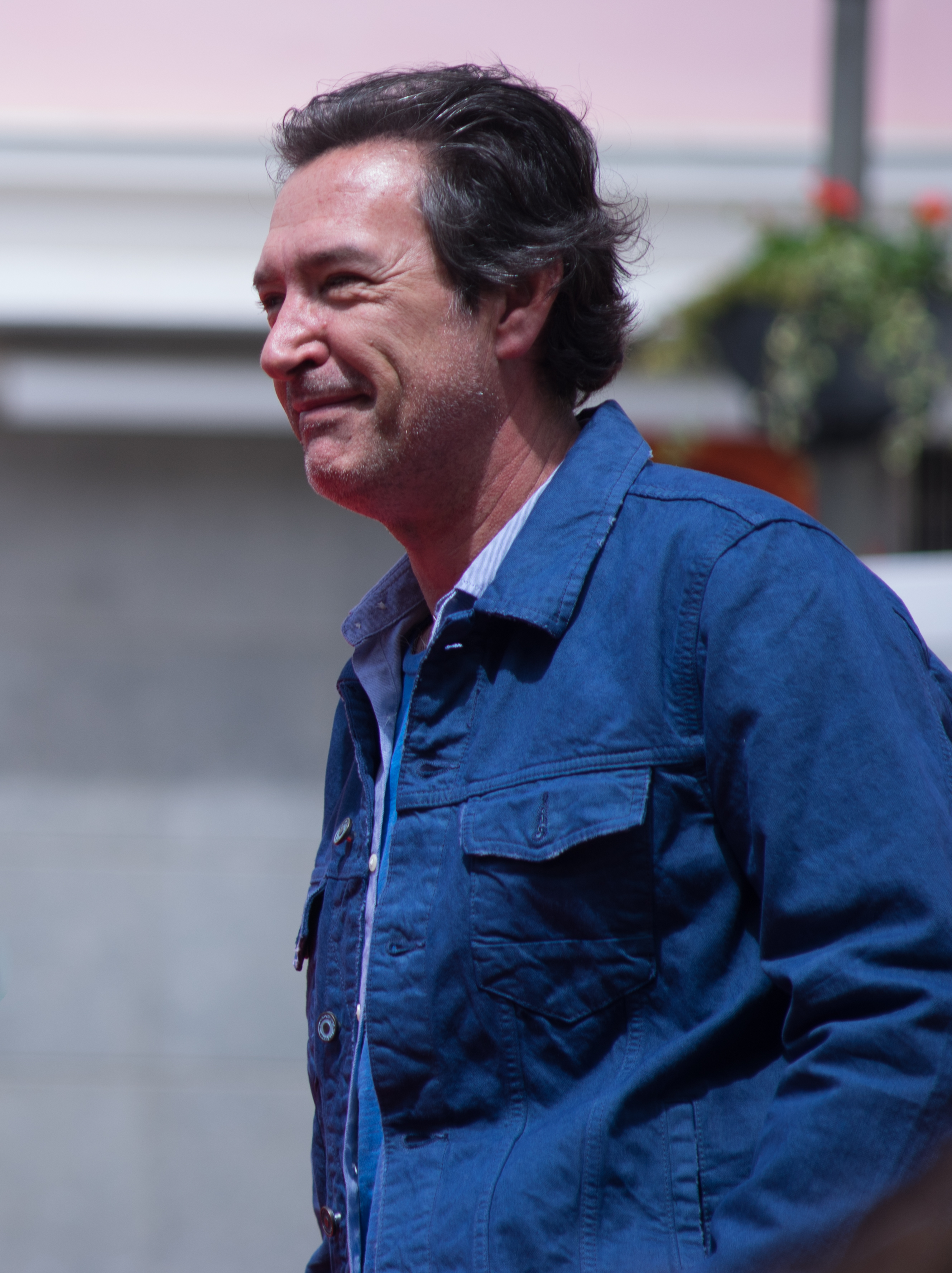
Festival Cinema de Màlaga 2016

| Any         | Sèrie                                     | Canal       | Personatge            | Notes         |
| ----------- | ----------------------------------------- | ----------- | --------------------- | ------------- |
| 1995        | Curro Jiménez: El regreso de una leyenda  | La 1 (TVE)  | Tinent Manuel Tabeira | 1 episodi     |
| 1995        | Nazca                                     | La 1 (TVE)  | Diego                 | 16 episodis   |
| 1995        | Médico de familia                         | Telecinco   | Andrés                | 1 episodi     |
| 1996 - 1997 | Todos los hombres sois iguales            | Telecinco   | Eduardo               | 16 episodis   |
| 1997        | La banda de Pérez                         | La 1 (TVE)  |                       | 1 episodi     |
| 1998 - 2002 | Periodistas                               | Telecinco   | Álvaro Torres         | 38 episodis   |
| 1999        | A las once en casa                        | La 1 (TVE)  |                       | 1 episodi     |
| 2000        | Raquel busca su sitio                     | La 1 (TVE)  |                       | 1 episodi     |
| 2000        | Policías, en el corazón de la calle       | Antena 3    | Dog Killer            | 1 episodi     |
| 2000        | El comisario                              | Telecinco   | Jorge                 | 1 episodi     |
| 2000        | Robles, investigador                      | La 1 (TVE)  |                       | 1 episodi     |
| 2003        | Un lugar en el mundo                      | Antena 3    | Julio                 | 13 episodis   |
| 2004        | Siete vidas                               | Telecinco   | Alberto               | 1 episodi     |
| 2005        | Diario de un skin                         | Telecinco   | Jaime Gullón          | TV-Movie      |
| 2005        | Motivos personales                        | Telecinco   | Fernando Acosta       | 27 episodis   |
| 2006        | Fuera de control                          | La 1 (TVE)  |                       | 1 episodi     |
| 2006 - 2007 | Matrimonio con hijos                      | Cuatro      | Fran                  | 33 episodis   |
| 2007 - 2009 | Herederos                                 | La 1 (TVE)  | Bernardo Sánchez      | 36 episodis   |
| 2009 - 2010 | La Señora                                 | La 1 (TVE)  | Alonso de Castro      | 6 episodis    |
| 2010        | Adolfo Suárez, el presidente              | Antena 3    | Adolfo Suárez         | 2 episodis    |
| 2010        | Amar en tiempos revueltos: Altra Traición | La 1 (TVE)  | Patrick Turner        | 2 episodis    |
| 2011        | Tres días de abril                        | La 1 (TVE)  | Alfons XIII           | Sense Emissió |
| 2011 - 2013 | Isabel                                    | La 1 (TVE)  | Juan Pacheco          | 14 episodis   |
| 2013        | Frágiles                                  | Telecinco   | Mario                 | 8 episodis    |
| 2014        | Cuéntame cómo pasó                        | La 1 (TVE)  | Lucas                 | 4 episodis    |
| 2015        | Velvet                                    | Antena 3    | Esteban Márquez       | 12 episodis   |
| 2018        | La verdad                                 | Telecinco   | Fernando García       | 16 episodis   |
| 2018        | La catedral del mar                       | Antena 3    | Grau Puig             | 6 episodis    |
| 2019        | Matadero                                  | Antena 3    | Pascual               | 10 episodis   |
| 2020 - ¿?   | El Cid                                    | Prime Video | Rei Ramir de Navarra  | ¿? episodis   |

## Teatre
- Don Juan en Alcalá, a Alcalá de Henares (2015) Direcció: Eduardo Vasco.
- Jugadores de Pau Miró a Teatro Canal de Madrid y gira per Espanya (2013-2014)
- Kathie y el hipopótamo de Mario Vargas Llosa amb Ana Belén al Teatro Español de Madrid. (2013-2014) Dirección: Magüi Mira.
- Los hijos se han dormido (2012) Direcció: Daniel Veronese[5]
- Glengarry Glen Ross (2009). Teatro Español Direcció: Daniel Veronese.
- Mujeres soñaron caballos CDN Direcció: Daniel Veronese (2007).
- Coriolano (2005). Direcció: Helena Pimenta.
- Hamlet (2004). Direcció: Eduardo Vasco.
- Don Juan Tenorio Teatro de la Comedia (2000) Direcció: Eduardo Vasco.
- Los vivos y los muertos CDN 2000) Direcció: Ignacio García May.
- La Fundación (1998), d'Antonio Buero Vallejo Direcció: Juan Carlos Pérez de la Fuente[6]
- El rei Lear (1997-1998). Direcció: Miguel Narros.
- El enfermo imaginario (Molière) (1997).
- Corazón de cine (1995) Direcció: Ignacio García May.
- Boca de Cowboy de Sam Shepard (1993) (Quarta paret)
- Así que pasen cinco años (1989) Teatro Español. Direcció: Miguel Narros.
- Chantecler (1998) Edmond Rostand.
- ¡Hamlet! (1998) Direcció: Ignacio García May.

## Filmografia
| Any  | Pel·lícula                           | Director                       |
| ---- | ------------------------------------ | ------------------------------ |
| 2019 | El asesino de los caprichos          | Gerardo Herrero                |
| 2016 | La punta del iceberg                 | David Cánovas                  |
| 2016 | Vulcania                             | José Skaf                      |
| 2015 | Felices 140                          | Gracia Querejeta               |
| 2015 | Entre el cielo y el mar              | Chumilla Carbajosa             |
| 2014 | María Montez: La pel·lícula          | Isidoro Gracia                 |
| 2013 | Cinco de mayo: La batalla            | Rafa Lara                      |
| 2013 | Amor en su punto                     | Dominic Harari, Teresa Pelegrí |
| 2011 | 23-F: la pel·lícula                  | Chema de la Peña               |
| 2010 | The Unmaking of (o cómo no se hizo)  | Chumilla Carbajosa             |
| 2007 | Hotel Tívoli                         | Antón Reixa                    |
| 2005 | Pasos                                | Federico Luppi                 |
| 2005 | Reinas                               | Manuel Gómez Pereira           |
| 2005 | Amor en defensa propia               | Rafa Russo                     |
| 2005 | 100 maneras de acabar con el amor    | Vicente Pérez Herrero          |
| 2004 | Iris                                 | Rosa Vergés                    |
| 2004 | Escuela de seducción                 | Javier Balaguer                |
| 2004 | El año del diluvio                   | Jaime Chávarri                 |
| 2003 | Carmen                               | Vicente Aranda                 |
| 2002 | El regalo de Silvia                  | Dionisio Pérez Galindo         |
| 2001 | Sólo mía                             | Javier Balaguer                |
| 2000 | Gitano                               | Manuel Palacios                |
| 1999 | Entre las piernas                    | Manuel Gómez Pereira           |
| 1998 | Mensaka                              | Salvador García Ruiz           |
| 1998 | Insomnio                             | Chus Gutiérrez                 |
| 1997 | Retrato de mujer con hombre al fondo | Manane Rodríguez               |
| 1997 | Mamá es boba                         | Santiago Lorenzo               |
| 1996 | Tabarka                              | Domingo Rodes                  |
| 1996 | La vida privada                      | Vicente Pérez Herrero          |
| 1995 | Felicidades Tovarich                 | Antxon Ezeiza                  |
| 1992 | El infierno prometido                | Juan Manuel Chumilla           |

## Premis i nominacions
Premis de la Unión de Actores
| Any  | Categoria                              | Sèrie/Pel·lícula/Obra de teatre | Resultat  |
| ---- | -------------------------------------- | ------------------------------- | --------- |
| 2012 | millor actor protagonista de televisió | Isabel                          | Nominat   |
| 2011 | millor actor reparto de cinema         | 23-F: la pel·lícula             | Nominat   |
| 2011 | millor actor secundari de teatre       | Glengarry Glen Ross             | Guanyador |
| 2007 | millor actor secundario de televisió   | Herederos                       | Guanyador |
| 2000 | millor actor protagonista de teatre    | Don Juan Tenorio                | Nominat   |